# Дона (річка)
Дона — річка у Кельменецькому і Новоселицькому районах України (Чернівецька область) та Бричанському районі Молодови. Ліва притока Пруту (басейн Дунаю).

## Опис
Довжина 17 км, похил річки — 4 м/км. Формується з багатьох безіменних струмків.  Площа басейну 47,7 км².

## Розташування
Бере початок у селі Козиряни і тече переважно на південний схід. Перетинає українсько-молодовський кордон, тече через село Дрепкауць і впадає у річку Прут, Ліву притоку Дунаю.